# イェンツーユイ
イェンツーユイ（中国語：胭脂魚）は、コイ目サッカー科に属する魚類の一種。和名はヌメリゴイ。サッカー科では唯一アジアに生息している種で、生息地は中国の長江などに限られる。現在は1属1種だが、他に同属の化石種が知られている。エンツユイ、エンツュイ、エンツイなどとも表記される。

## 概要
全長は60cm～1mと大型になる。背びれの前側が帆のように高く突き出しているのが特徴。体色は褐色で、幼魚には三本の黒い横縞がある。また背びれの高さは、成魚になるにつれて低くなる。その体色や形態が幼魚と成魚では異なるため、かつては別種（別亜種）にされていたこともあったが、現在は1種とされている。
中国では国家二級保護動物として保護されている傍ら、食用などを目的に養殖も行われている。また日本などでは、熱帯魚として飼育されることもある。